# Gare du Guétin
La gare du Guétin est une gare ferroviaire française, fermée et détruite, de la ligne de Vierzon à Saincaize. Elle est située sur le territoire de la commune d'Apremont-sur-Allier, dans le département du Cher en région Centre-Val de Loire.

## Situation ferroviaire

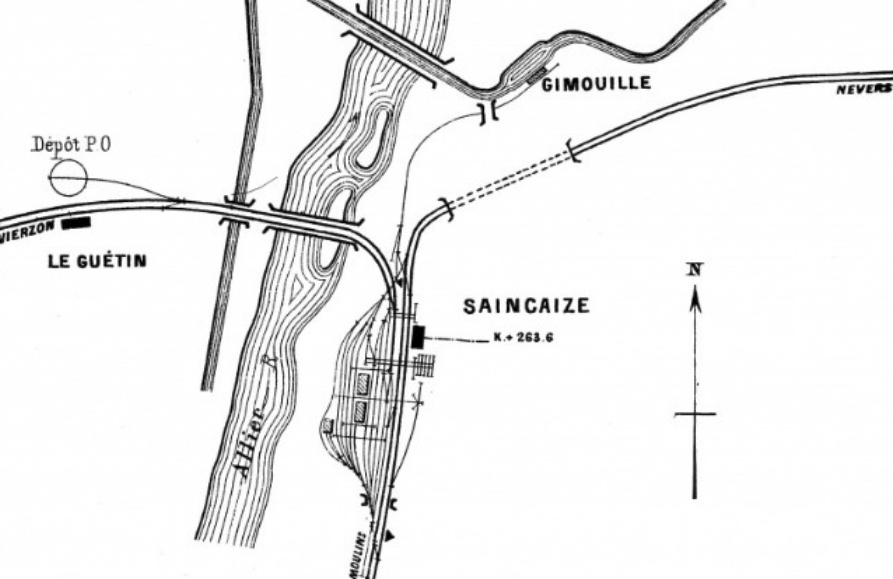
Plan de situation de la gare du Guétin en 1905.

Établie à 180 mètres d'altitude, la gare fermée et détruite du Guétin était située au point kilométrique (PK) 290,344 de la ligne de Vierzon à Saincaize, entre les gares de La Guerche-sur-l'Aubois et Saincaize. 

## Histoire
En 1844, la gare du Guétin est prévue, sur la rive gauche de l'Allier, comme le terminus de la ligne de Vierzon à la rive droite de l'Allier. En 1846, un prolongement jusqu'à Nevers, avec franchissement de l'Allier est autorisé par une loi, sa concession est attribuée à la Compagnie du chemin de fer du Centre en 1848.
La gare du Guétin est mise en service le 5 octobre 1850, par la Compagnie du chemin de fer du Centre, lorsqu'elle ouvre à l'exploitation le tronçon de Nérondes à Nevers, inauguré en grande pompe le 20 octobre.